# Verbena lobata
Verbena lobata — вид трав'янистих рослин родини Вербенові (Verbenaceae), поширений у пд. Бразилії й пн. Аргентині.

## Опис
Розпростерта трава з дерев'янистою основою 30–60(160) см заввишки, стебла прямостійні чи лежачі з висхідними квітковими гілками; запушеність мінлива: жорсткі, притиснуті чи рідкісні волоски, з або без залозистих волосків. Листки на ніжках 5–10 мм, листові пластини 30–60 × 20–40 мм, цілісні, яйцеподібні, трикутні, іноді трилопатеві в напрямку до основи, верхівка гостра, основа усічена або кругла, поля зубчасті із загостреними зубцями, нижня поверхня із жорсткими волосками над жилками. 
Суцвіття — щільні малоквіткові або багатоквіткові колоски, збільшені в плодоношенні. Квіткові приквітки 2–4 мм, яйцюваті з гострою верхівкою. Чашечка довжиною 4–5 мм, жорстко волосиста, залозисті волоски є або нема, трикутні зубчики 0.5–1 мм. Віночок фіолетовий, рожевий або синій, 5–7 мм, зовні війчастий.

## Поширення
Поширений у пд. Бразилії й пн. Аргентині.